# Norrköpings historia

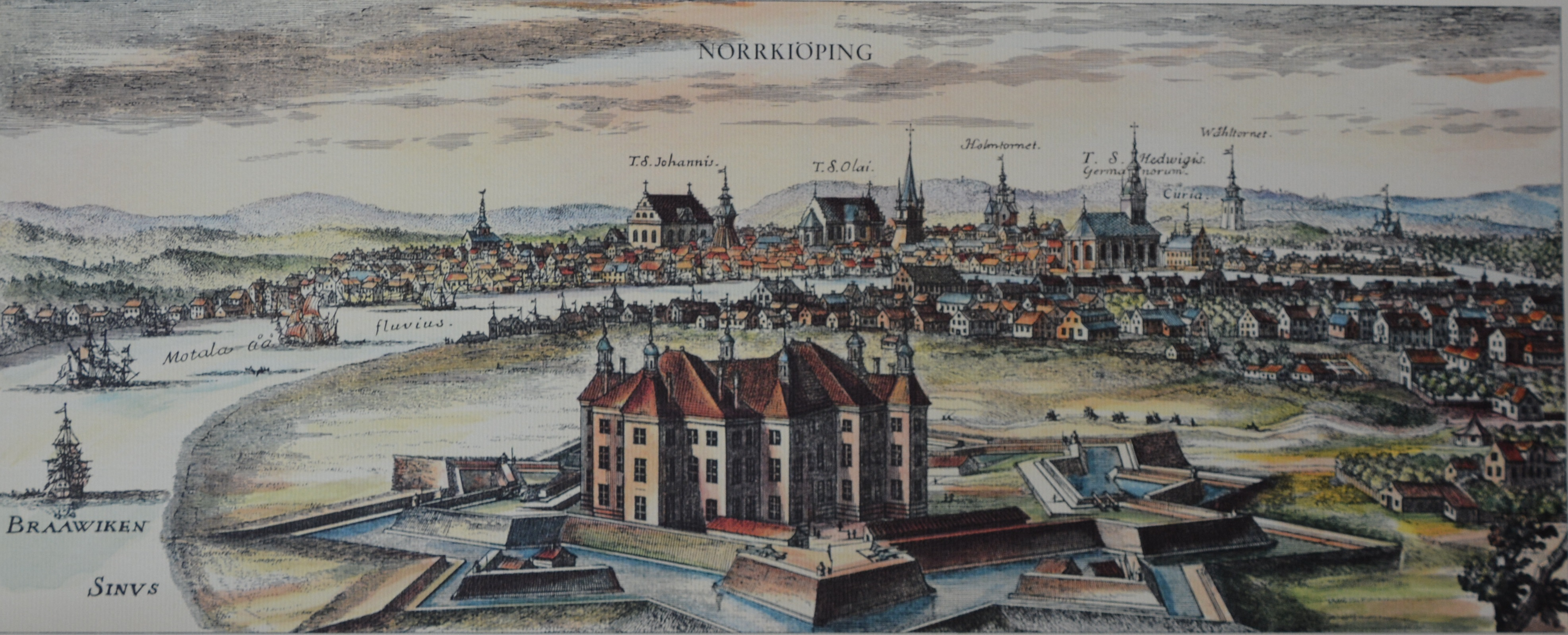
Norrköping i Suecia antiqua et hodierna 1714

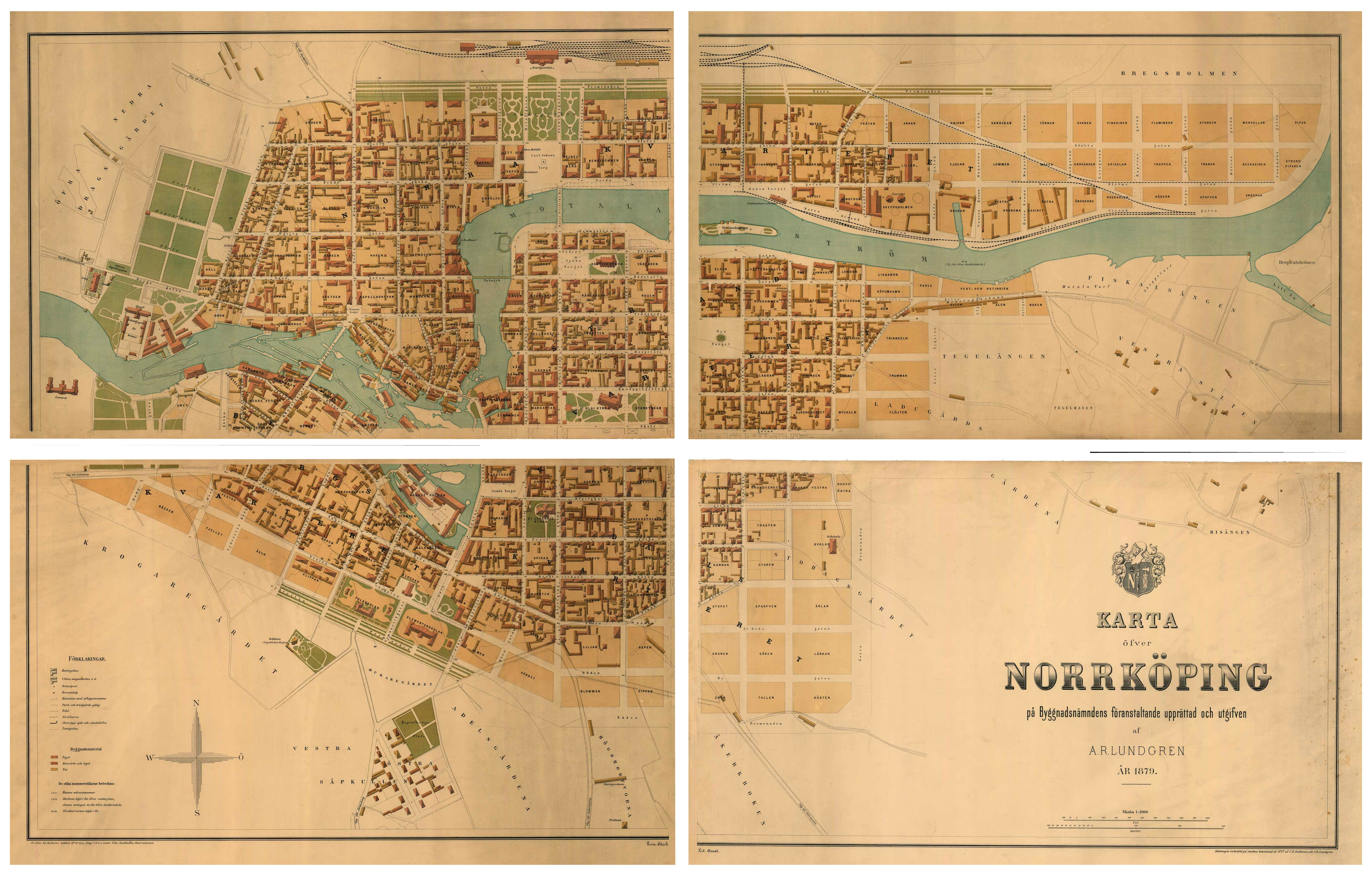
Alfred Rudolf Lundgrens karta över Norrköping från 1879.

Norrköpings historia som stad började 1384 när orten fick sina stadsrättigheter bekräftade. Då hade människor redan bott kring Motala ströms fall under lång tid. Staden fick sin första storhetstid under 1600-talet när den holländske affärsmannen Louis de Geer slog sig ner i staden. Han grundade ett flertal industrier i staden, bland annat ett pappersbruk, ett vapenfaktori, en klädesfabrik och ett skeppsvarv. Under denna tid var staden Sveriges till folkmängden näst största stad. Under 1800-talet växte textilindustrin i Norrköping och hälften av klädestillverkningen i Sverige skedde i Norrköping. De goda tiderna varade ända fram till 1950-talet då konkurrensen från utlandet började kännas av. Konkurrensen blev för svår och 1970 fanns bara ett fåtal textilfabriker kvar. I stället flyttade flera statliga verk till staden.

## Forntiden
Det område där Norrköpings kommun nu breder ut sig var täckt av is under istiden, ungefär 50 000–11 000 f.Kr. Den plats där Norrköping ligger var då täckt av vatten. Så småningom sökte sig människor till trakten, och det finns fynd av enkla yxor från Smedby, Borgsmon och Hultsbruk. 
Längs Bråviken och Kvillingeförkastningen har man hittat ett flertal strandboplatser från stenåldern.
Det finns omfattande hällristningar från bronsåldern, för cirka 3 000 år sedan, på båda sidor om Motala ström vid Himmelstalund, Fiskeby, Ekenberg och Leonardsberg. Människorna som skapade hällristningarna antas ha haft en högtstående kultur och de var skickliga på bland annat konsthantverk. Alla hällristningar är ännu inte kartlagda. Motiven tog man från omgivningen. Många hällristningar föreställer skepp, djur, människor, vapen, fyrekriga hjul, solsymboler, fiskeredskap och djur av olika slag. På den tiden stod havsytan 15 meter högre än den gör i dag och hällristningarna låg då nästan direkt vid kanten av Strömmen. I Himmelstalund och Fiskeby finns hällristningar från bronsåldern som visar att Motala ström spelade en viktig roll redan vid den tiden. Människor har bosatt sig längs Strömmen och där haft anläggningar för att fånga lax eller ål och för att använda forsarna för att driva kvarnhjul. 
Det finns många fornlämningar från järnåldern, till exempel gravfält, stensättningar och fornborgar. Vid Fiskeby har man hittat ett gravfält med mer än 500 gravar i lager på varandra. Troligtvis har platsen använts som begravningsplats från bronsåldern ända fram till vikingatid.
Bråvalla slag tros ha utspelats år 750 e.Kr. på slätten norr om Norrköping, enligt historikerna Arthur Nordén och Ture Hederström. Slaget tros ha utkämpats mellan Harald Hildetand från Danmark och svearnas kung Sigurd Ring. Målet tros ha varit kungsgården Ringstad.

## Medeltiden

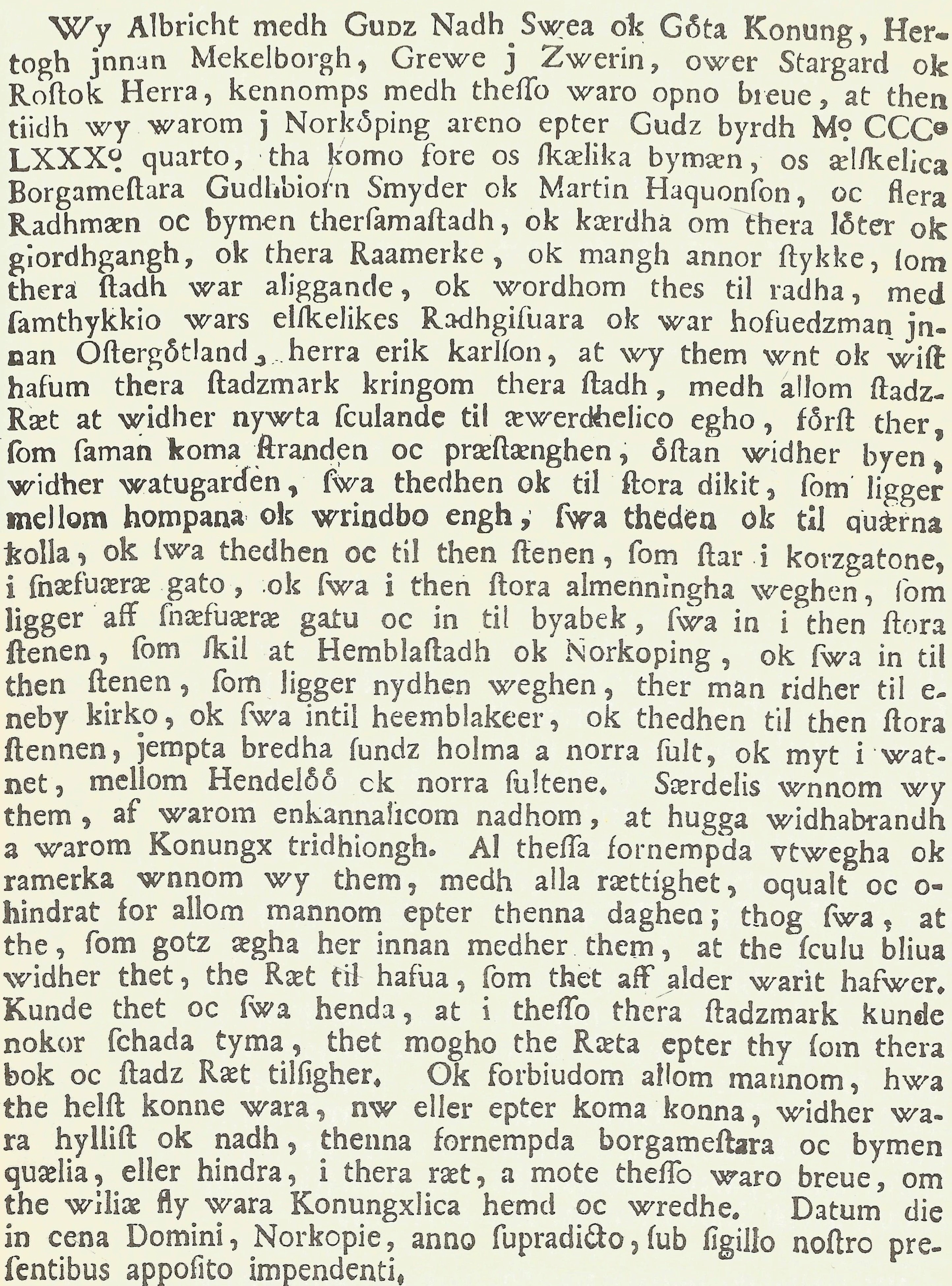
Norrköpings äldsta bevarade privilegiebrev, undertecknat den 7 april 1384 av kung Albrekt av Mecklenburg.

Från 1283 finns ett dokument bevarat där drottning Sofia skänker sin rätt att fiska lax i Strömmen till dominikansystrarna i Skänninge. Kvarnarna längs Strömmen ägdes både av aristokratin och klostren i Askeby, Alvastra och Vreta.
Både Norrköping och Söderköping anses ha fått sina namn efter väderstrecken, det vill säga köpingen i norr och köpingen i söder. Det är dock oklart angående vad det skulle vara i förhållande till, eventuellt det mellan de båda städerna liggande Tingstads socken, som är ännu äldre.
Den första bron byggdes där Strömmen passerade en djup och smal fåra där Gamlebro i dag finns, och man tror att det tidigare har legat en vikingaborg på platsen, Knäppingsborg, uppkallad efter en hövding som antas ha haft namnet Knäppe. Nära bron uppstod en marknadsplats, det nuvarande Gamla torget.
Under medeltiden fanns det två kyrkor i staden. För landsförsamlingen fanns Sankt Johannis kyrka medan Sankt Olai kyrka användes av stadsborna. De medeltida kyrkorna finns inte kvar men de låg förmodligen på samma platser som motsvarande kyrkor i dag. (Gamla Sankt Johannis kyrka, byggd 1827, är numera konserthus, Hörsalen.) Enligt en teori uppfördes båda kyrkorna under 1100-talet, enligt en annan är Sankt Johannis från tidig medeltid medan Sankt Olai byggdes senare när staden fick stadsrättigheter i början av 1300-talet. Det finns också skriftliga källor som nämner ett kapell, helgat åt Sankta Gertrud. Man vet inte var detta kapell har legat men vid Västgötegatan har hittats gravar som kan ha varit kapellets begravningsplats.
Av det medeltida Norrköping finns i dag inget kvar ovan jord, men rester av den medeltida staden finns bevarade i stadens kulturlager. Spår efter medeltidens fasta bebyggelse hittades för första gången under utgrävningarna i kvarteret Konstantinopel 2000. Utgrävningsresultaten visade bland annat på spår efter omfattande markberedningar och bebyggelse från 1200-talet och framåt.

### Norrköping får stadsrättigheter
Norrköping tros ha fått stadsrättigheter för första gången i början av 1300-talet. Det är dock oklart vem som gav dem dessa den första gången. Däremot finns ett dokument bevarat från år 1384 där kung Albrekt av Mecklenburg bekräftade stadsrättigheterna. Dokumentet är undertecknat den 7 april 1384 och förvaras numera i en dubbellåst kista i stadsarkivet.
Så här lyder en del av texten i dokumentet (språket är moderniserat):
| ” | Vi Albrekt med Guds nåde Svea och Göta konung, hertig i Mecklenburg, greve i Schwerin, herre över Stargard och Rostock göra veterligt med detta vårt öppna brev, att den tid vi voro i Norrköping året efter Guds börd 1384, då kommo för oss välförståndiga byamännen, våra kära borgmästare Gudbjörn Smed och Martin Håkansson och flera rådmän och borgare därsammastädes och beklagade sig angående sina betesmarker och stadens yttre rågång och råmärken och många andra stycken, som för deras stad vara av vikt. Och vi kommo därom till det beslutet – med samtycke av vår kära rådgivare och vår hövitsman i Östergötland, herr Erik Karlsson – att vi dem förunnat och anvisat hava att nyttja deras stadsmark kring deras stad med all stadsrätt, skolande de den till evärdelig ägo besitta ... | „ |

### Ringstaholm

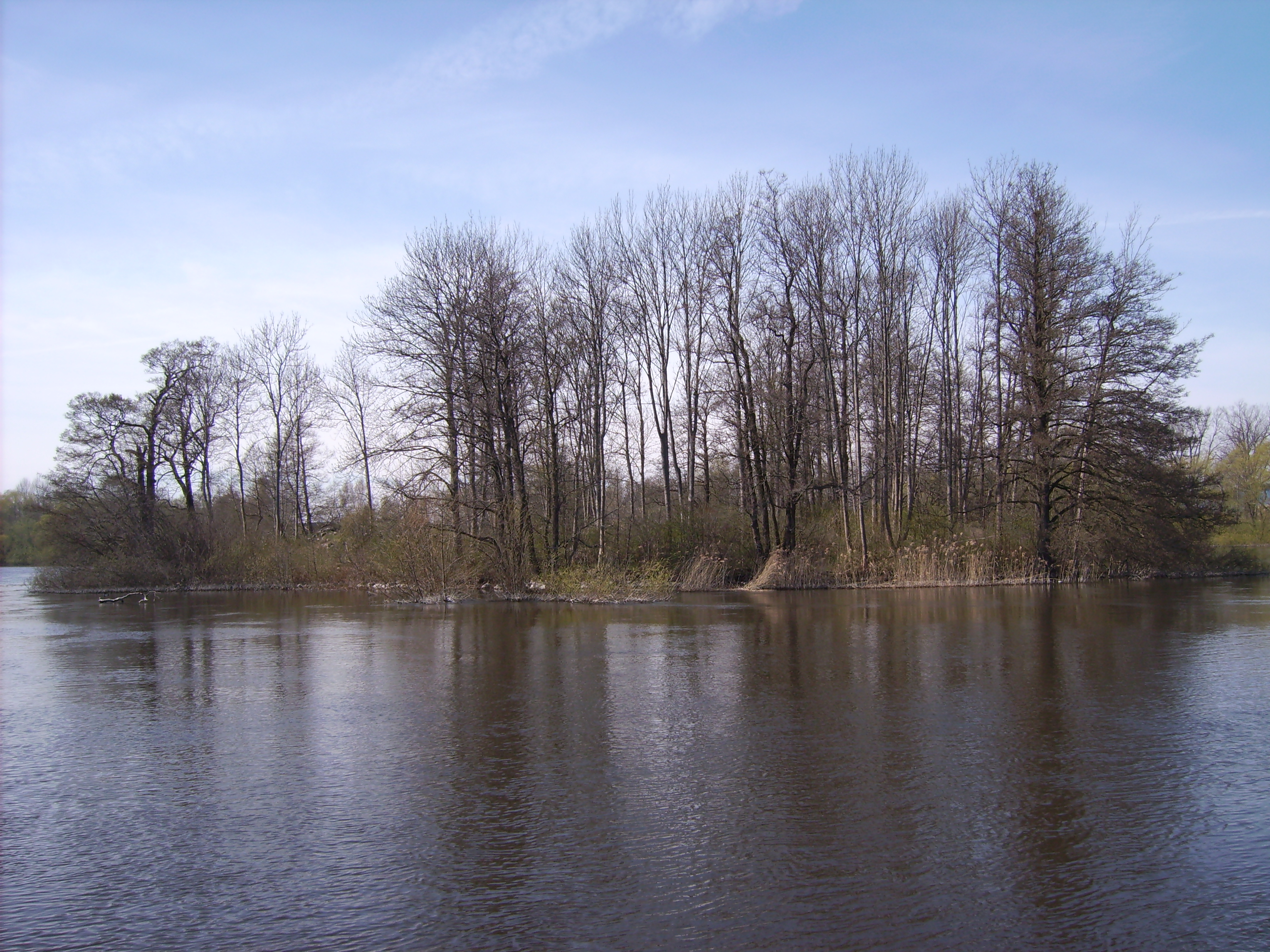
Ringstaholm

Drottning Margareta besökte Norrköping 1404. Sveriges största jordägare, Bo Jonsson (Grip), hade avlidit, och det var dags att göra upp om arvet. En av de borgar som han ägt var Ringstaholm som låg på en holme i Motala Ström vid Fiskeby väster om staden. Margareta såg till att borgen tillföll kronan.
Ringstaholm var en av de borgar som belägrades i samband med Engelbrektsupproret under sommaren 1434. Engelbrekt Engelbrektsson anlände i spetsen för en bondehär. På borgen satt den hatade fogden Henrik Styke, som tvingades ge upp borgen. I november 1469 belägras den på nytt av bönder under ledning av bland andra Karl Knutsson (Bonde). Borgens befälhavare, Bård Munk, kapitulerade i mars 1470, och senare samma år brändes borgen.

## 1500-talet
Kung Gustav I passerade ofta Norrköping i samband med besök på Stegeborgs slott vid Slätbaken. Kungen uppskattade staden, kanske inte minst för att där saknades katolska kloster. Han lät uppföra ett kungligt förrådsmagasin vid platsen för nuvarande Hedvigs kyrka. Kungen såg även till att konfiskera alla kyrkans fiskeplatser vid Strömmen. Stadens roll som exporthamn växte vid denna tid till följd av Östgötabergslagens växande betydelse.

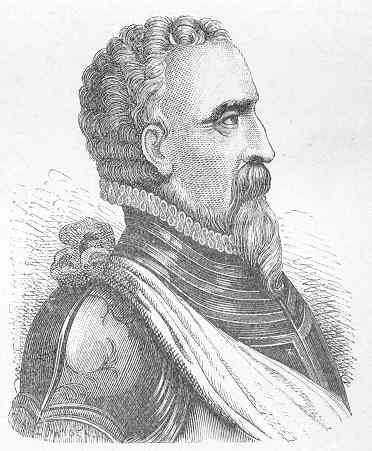
Daniel Rantzau, 1529–1569

År 1567 rasade det nordiska sjuårskriget för fullt och Norrköping blev platsen för ett av slagen. Under hösten hade danskarna, ledda av Daniel Rantzau, marscherat upp genom Sverige. Efter tre veckor bröt de in i Östergötland. Efter sig lämnade de brinnande städer och byar. Den svenska armén retirerade och kom till sist att upprätta sitt läger söder om Norrköping, där man bestämde sig för att stoppa danskarna vid den bro över Motala Ström, Gamlabro, som fanns här.
Den 3 december 1567 anlände den danska armén till Norrköping. Den svenska armén hade bränt ner hela den södra delen av staden, söder om Strömmen. Strax ovanför bron, på en höjd på den norra sidan, hade man byggt ett blockhus som försvarades av skyttar och kanoner. Danskarna försökte locka svenskarna till att slåss på det öppna fältet, men de stannade kvar på sin rätt fördelaktiga position. De två arméerna sköt på varandra hela dagen tills det blev kväll. Under natten försökte en mindre del av den svenska armén sig på ett överraskningsanfall, men danskarna upptäckte det och slog tillbaka. Följande dag, den 4 december, försökte danskarna på nytt locka svenskarna till strid, men efter några timmar gav man upp, och drog söderut igen. Innan man försvann tog man med sig allt av värde i staden.
En tid därefter gjorde Erik XIV:s bröder, Johan och Karl uppror, och kungen förklarades avsatt och efterträddes av sin bror, som tog namnet Johan III. Han erbjöd alla som byggde nya stenhus i staden hela tolv skattefria år. Han ville att Norrköping skulle bli en stad med raka gator och rektangulära kvarter. År 1581 uppförde han ett slott i staden, Norrköpingshus. Det finns inga bilder på hur det såg ut, men det bör ha varit en ganska pampig byggnad med 300 fönster, två torn och portal samt vallgrav. Byggnaden låg vid nuvarande Tyska torget. Dessutom fanns en stor trädgård vid nuvarande Trädgårdsgatan.
Från 1594 var huset bostad åt Elisabet Vasa, en av Gustav Vasas döttrar. Hon var änka efter en tysk furste och hon drog in i staden med ett hov på cirka tusen personer, vilket medförde en betydande folkökning. Umgängeslivet på slottet blev både glansfullt och livligt, inte minst eftersom hela den kungliga släkten fanns på nära avstånd med hertig Karl i Nyköping, änkedrottning Gunilla på Bråborg strax utanför staden samt fler släktingar i Vadstena slott och Stegeborgs slott. Stockholms slott stod tomt sedan Johan III avlidit 1592 och då dennes efterträdare kung Sigismund var bosatt i Polen.
Under hösten 1598 anlände Sigismund med en polsk här till Sverige. De steg i land vid Stegeborg och det dröjde inte länge innan de stötte på hertig Karls trupper. Hertigens trupper hamnade i knipa och ett par hundra sårade fick föras till Norrköpingshus, som fick användas som fältlasarett. Den avgörande striden kom att stå vid Stångebro utanför Linköping.

## 1600-talet

### Hertig Johan och Johannisborg

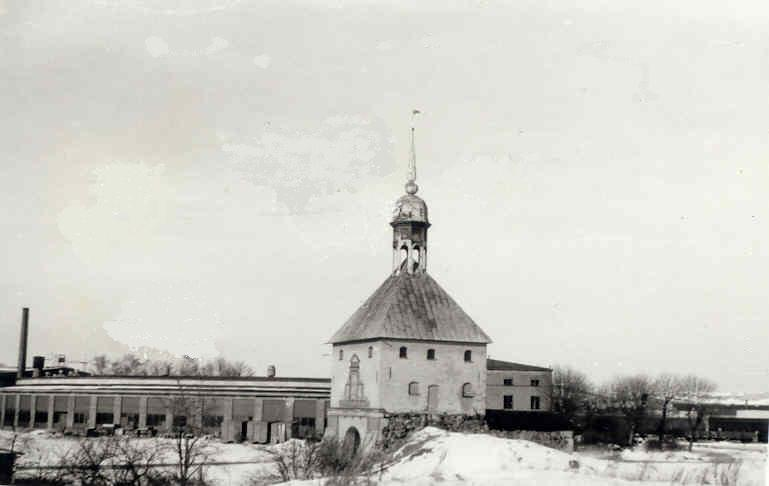
Johannisborgs porttorn pryds på framsidan av en relief över Johan, hertig av Östergötland. Slottsruinen är en fast fornlämning och tillika ett byggnadsminnesmärke.

År 1604 var det dags att hålla riksdag i Norrköping. En viktig fråga var Norrköpings arvförening gällande den svenska tronföljdsordningen, där det beslutades att hertig Karl skulle utnämnas till kung och Sigismund fråntas tronen. Karls brorson Johan utnämndes till hertig av Östergötland. Han var dock ännu bara 14 år gammal. Emellertid brann Norrköpingshus bara några dagar innan mötet skulle börja.
År 1609 var hertig Johan vuxen nog att axla rollen som oberoende furste. Han satsade på Norrköping. Han ville bland annat bygga ut staden och anlägga en ny stadsdel norr om Strömmen. Han uppmuntrade dem som ville slå sig ner där, på nuvarande Saltängen, med förmåner, bland annat tolv års skattefrihet. Han lät även sända efter tyska hantverkare för att få igång en vapenindustri på Kvarnholmen, och lade därmed grunden till Holmens bruk, stadens första industri.
Den 3 maj 1613 började man bygga ett nytt slott i Norrköping på den norra sidan av Strömmen vid Saltängens vattendränkta utmarker. Slottet skulle få namnet Johannisborg, och över 700 knektar var sysselsatta med byggandet. Konstruktör var Hans Fleming som hade stor erfarenhet av slottsbyggande. År 1618 kunde hovförvaltningen flytta in. Men glädjen blev kort, ty i mars 1618 dog hertig Johan, och sex månader därefter avled hertiginnan Maria Elisabet av Sverige, och därmed var Östergötlands tid som hertigdöme över. Hertigen hade levt över sina tillgångar och efterlämnade enorma skulder till köpmän och det övriga hovet.
Staden drabbades hårt av hertigens död; hela hovförvaltningen avvecklades med all personal, alla leverantörer och all arbetskraft. Det innebar en stor motgång för staden, som nu hade omkring 2 000 invånare. Arbetet med slottet fortsatte dock, och 1639 var det dags för taktäckning. Riktigt färdigställt blev aldrig slottet, bland annat för att grundförhållandena var dåliga. Slottet var byggt på gyttjeaktig lera vilket gjorde att trappor sjönk, väggar satte sig och att det uppstod sprickor som ständigt behövde repareras.

### Louis De Geer och de första industrierna

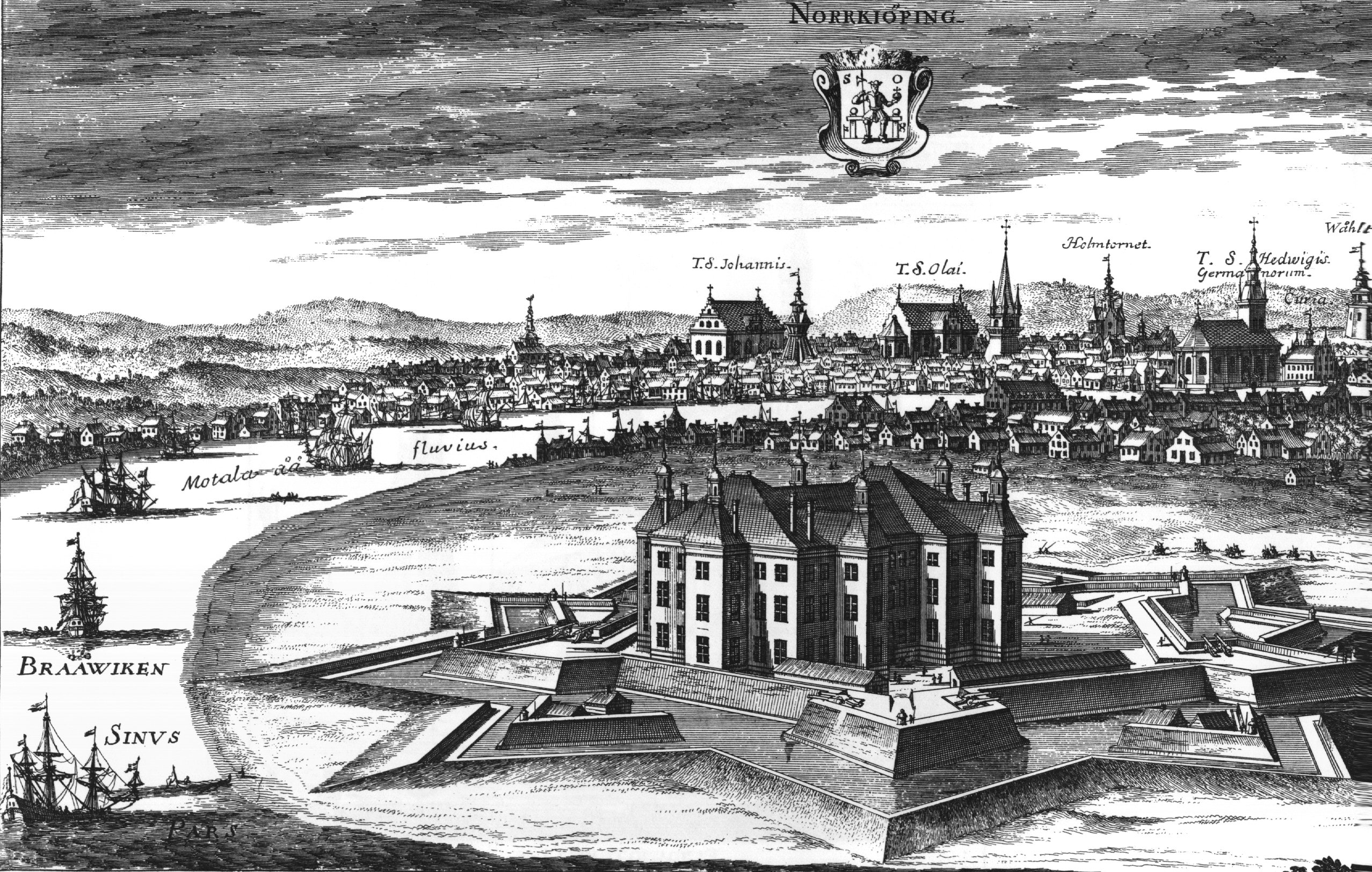
På 1600-talet var Norrköping Sveriges andra stad. Erik Dahlbergh har i sitt praktverk Suecia Antiqua et Hodierna avbildat staden som den såg ut före ryssarnas angrepp 1719, med slottet Johannisborg och fem segelfartyg seglande till och från Bråviken i förgrunden; samma vatten som fyllde slottets vallgravar. Tre kyrkor syns i bakgrunden, alla inom stadens tullar, och vid sidan av dessa rådhuset, Holmentornet och Wåhltornet. Det sistnämnda var ett utsiktstorn för stadens säkerhet nattetid och till stadens försvar.

Nu växte i stället stadens industrierna i betydelse. Alltfler fartyg anlöpte staden för att lasta olika produkter från bruket i Finspång och dess omgivningar. Även kung Gustav II Adolf insåg betydelsen av egen vapenproduktion, och i juni 1618 var kungen i Finspång och skrev ett avtal med Wellam De Besche angående produktion av kanoner.
Wellam De Besche ledde arbetet på Finspångs bruk, men i realiteten var det hans kompanjon Louis De Geer som avtalet skrevs med. På Kvarnholmen i staden började man nu tillverka vapen, och Wellam de Besche blev platschef. Dessutom byggde man en hammarsmedja, ett gevärsfaktori och ett mässingsbruk. Därutöver byggdes ett stort bryggeri, som fick ensamrätt att leverera öl till den svenska flottan.
Louis De Geer kom till Norrköping 1627. Kungens närmaste man, Axel Oxenstierna, ville förstås att De Geer skulle slå sig ner i Stockholm, men han hade redan valt Norrköping som sin nya hemstad. Han var mycket driftig och inrättade hela tiden nya företag, däribland ett skeppsvarv, ett repslageri, en spiksmedja, ett pappersbruk, ett bleckslageri och en klädesfabrik. Det tidigare anlagda mässingsbruket var det största i Sverige. Han lät också skicka efter arbetskraft, valloner, från Ardennerna i nuvarande Belgien. I början av 1630-talet var det internationella inslaget i staden betydande. På 1650-talet var staden med cirka 6 000 invånare den näst största i landet.
Efter Louis de Geers bortgång 1652 kom bruket att ha flera ägare innan det 1666 övertogs av en holländsk affärsman, Jakob Momma, 1669 adlad Reenstierna. Holmens bruk måste ha dominerat Norrköping fullständigt vid denna tid och mässingsbrukets betydelse för Sverige måste ha varit stort. Reenstierna utökade verksamheten ytterligare genom att anlägga en klädnadsfabrik och ett saxsmideri. Produkterna såldes utomlands genom ombud i Europas största handelsstäder, främst genom handelshuset Jean & David i Amsterdam. Exporten av mässing försvårades avsevärt genom fransk-nederländska kriget på 1670-talet och vårfloden 1677 orsakade allvarlig skada på dammar, vattenhjul och byggnader på Kvarnholmen. Reenstiernas bortgång 1678 innebar slutet på storhetstiden.
År 1627 köpte Petter Speet Drags kvarn, och på tomten anlade han en klädesfabrik som redan från början fick stora beställningar av uniformstyg från den svenska flottan. I över 300 år var Drags en av de största industrierna i staden.

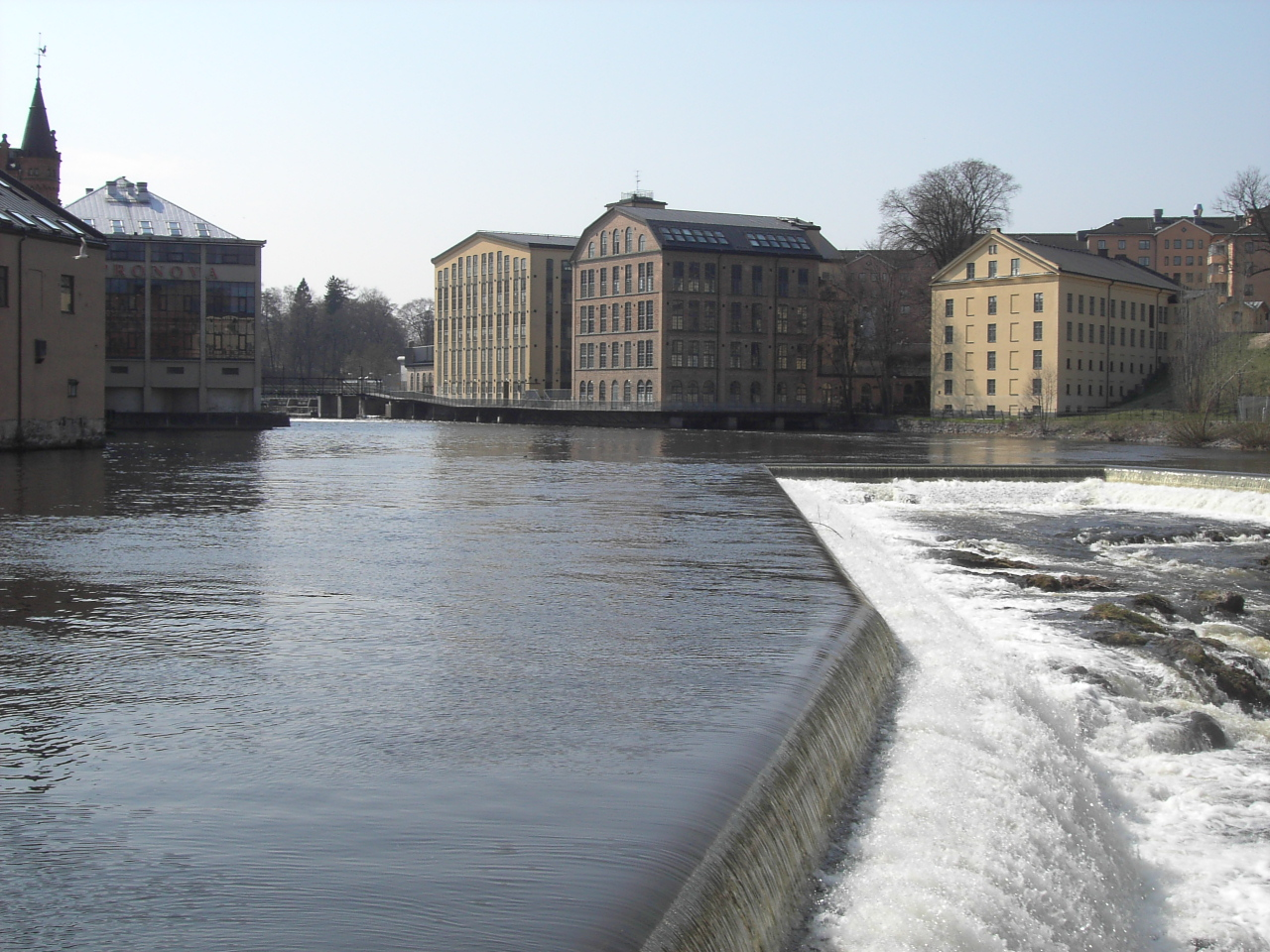
Forsarna vid Drags 2006. Drags ligger på höger sida. Det var här som Petter Speet startade sin klädesfabrik. Till vänster ligger Gryts.

Den 29 juli 1655 brann staden och nästan allting söder om Strömmen och utvecklingen stagnerade. Förvisso klarade sig de största industrierna från branden. Textilindustrin växte nu i betydelse. Det största företaget var nu Drags och Petter Speet hade efterträtts av Abel Becker, en tysk från Lübeck som också ägde hela 16 kvarnar i staden.
Drottning Kristina avsade sig tronen 1654 och fick bland annat Norrköping som
”underhållsland”. Vid ett återbesök i Sverige 1661 i samband med Karl X Gustavs död (1660) drog hon in i staden med stort följe och ville ha mer pengar av regeringen i Stockholm. Hon bosatte sig i Louis De Geers gamla hus på Saltängen och levde hovliv, men efter ett halvår återvände hon till Rom. Drottninggatan, Kristinagatan och Kristinaplatsen har uppkallats efter henne.

## 1700-talet
Jakob Reenstierna lämnade efter sig stora skulder och det dröjde till 1689 innan sonen Abel Reenstierna kunde ta över, men till priset av stora lån hos Riksbanken. Genom ytterligare lån hos Riksbanken försökte han skaffa sig en monopolställning i den europeiska mässingstillverkningen men misslyckades och 1704 övertog banken driften av bruket. Reenstiernas sorti blev inledningen till en 36-årig period av svårigheter för Holmens bruk.
År 1719 befann sig Sverige i krig mot Ryssland. Kriget hade då pågått i tjugo år. Tsaren antogs förbereda ett anfall mot Stockholm där de flesta av de svenska trupperna var stationerade. Oturligt nog för Sverige, delade sig den ryska flottan och man brände ner bland annat Södertälje, Trosa och Nyköping under de så kallade Rysshärjningarna. Den 30 juli kom hela 394 ryska skepp på Strömmen. Det fanns inget försvar kvar i staden, och det dröjde därför inte länge förrän hela staden var satt i brand. Ryska kosacktrupper satte av och brände i både Östra Eneby socken  och Kvillinge socken. Ryssarna gav sig inte iväg förrän den 3 augusti, och då var hela staden nedbränd. Från mässingsbruket tog de med sig 100 skeppund mässing och 282 skeppund koppar.

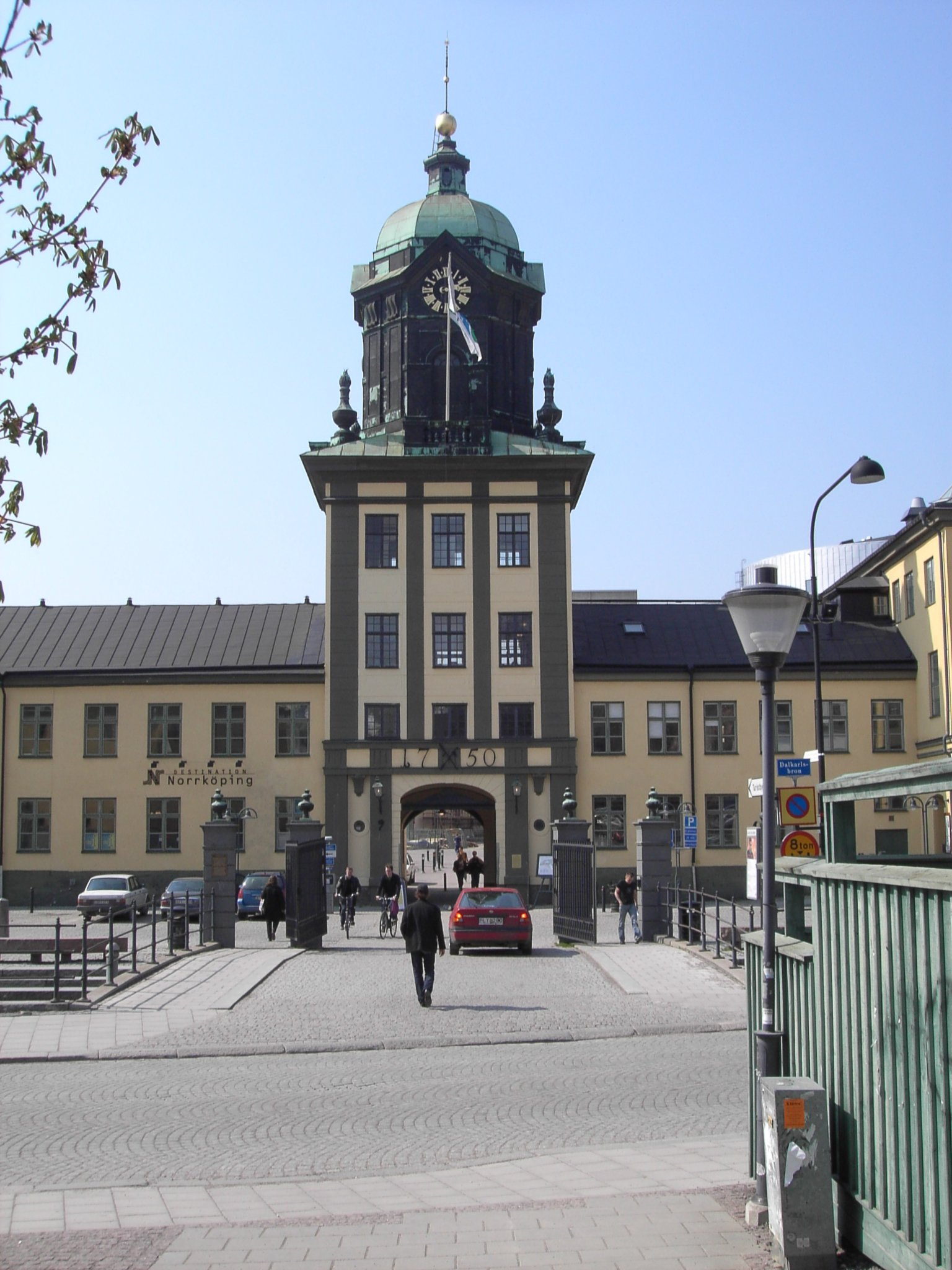
Holmentornet byggdes 1750, arkitekt Carl Hårleman.

År 1720 beslöt regeringen att ge alla invånare i staden tio års skattefrihet. Staden hade då börjat återuppbyggas och folkmängden uppgick snart till 2 600. Ett av de stenhusen att bli klara var ett stenhus på gården vid Drottninggatan 13, tillhörigt adjunkten i tyska församlingen Reinerus Reineri Broocman, färdiställt 1723. Huset stod kvar fram till 1930-talet. Här lät Broocman anlägga Norrköpings första tryckeri.
Tobaksindustrin växte och det uppfördes flera tobaksspinnerier i staden. Dessutom var sockertillverkning en nyhet, och på 1740-talet fanns det tre sockerbruk. Gripen var det största och än i dag finns dess kontorshus kvar på Gamla Rådstugugatan. År 1750 uppfördes det nuvarande tornet på Holmens bruk; ett torn som än i dag återfinns i papperstillverkaren Holmens logotyp.
På 1750-talet inleds stadens storhetstid inom snustillverkning. År 1751 anländer Petter Swartz till staden, och inom ett par år bygger han upp en stor snusfabrik vid Gamla Rådstugugatan och Strömmen. Tobaken odlades vanligen i Norrköping, bland annat på fälten kring S:t Johannes kyrka och Ljura där tre tobakslador fanns. Snuset såldes över hela landet. Det fanns sju sorter att välja på, bland annat Rappé, men det populäraste var Röda lacket.
Den 14 oktober 1758 utkom för första gången tidningen Norrköpings Tidningar under namnet Norrköpings Weko-Tidningar. Tidningen utkom en gång i veckan, på lördagar.
Tobaksfabrikören Petter Swartz låg även bakom den första fria skolan i Norrköping. Tillsammans med sin hustru startade han en insamling för att ge undervisning åt fattiga barn. Övriga stadsbor önskade dock hellre pengar till ett barnhus, varför Swartz beslutade sig för att själv donera 20.000 daler kopparmynt för inrättade av en fattigskola. Undervisningen startade 1772. Makarna var dock pietister och bland annat motståndare mot att aga eleverna något som väckte anstöt hos biskopen Petrus Filenius. Han försökte stoppa skolan, men förgäves. Swartzska skolan kom att bli kvar till 1940, även om den med tiden förlorade sin särskilda profil och blev en vanlig högre folkskola.
År 1762 invigdes stadens första teater. Det var Johan Ulrich Egge som stod bakom den. Egges teater låg mellan nuvarande Tyska torget och Hamngatan och bestod av en arton meter lång träbarack. Här framfördes verk av Molière, Ludvig Holberg, Voltaire och andra, och teatern gav föreställning två eller tre gånger per vecka. Teatern användes av kringresande teatersällskap. Den 5 augusti 1776 var det premiär för Shakespeares Romeo och Julia, som framfördes av Seuerlingske Comoedie-Trupp. Pjäsen följde inte helt originalet, men det var första gången en Shakespeare-pjäs spelades i något nordiskt land. Det dröjde till 1819 innan Stockholmarna fick se Shakespeare för första gången. Norrköpingsborna var så teatertokiga att teatern till och med började spela på söndagar, vilket ledde till att regissören blev åtalad för sabbatsbrott. Han blev dock frikänd, och senare kom ett dekret från kungen att det var tillåtet med teater på söndagarna i Stockholm, Göteborg, Norrköping och Åbo.
År 1739 såldes mässingsbruket av Riksbanken för 347 000 daler till två köpmän, Georg Spalding och Johan Forsberg. Efter deras bortgång såldes bruket vidare 1756 till en köpman i Stockholm, Johan Henrik Lefebure. Under hans tid startades tillverkning av fingerborgar. Vid årsskiftet 1777–1778 blev den då blott 27-årige Elias Pasch ny ägare. Till en början gick allt bra, men under franska revolutionen blev det mycket svårt att importera den nödvändiga galmejan och att exportera mässingen, varför bruket 1793 gick i konkurs. Under de oroliga tiderna lyckades inte konkursförvaltarna sälja bruket. Försäljningen blev av först år 1802.
Mellan åren 1783 och 1796 var också Sveriges enda fungerande jungfrustift, Norrköping adliga jungfrustift som var ett slags protestantiskt klosterpension för adliga ogifta kvinnor, placerat i staden. 

### Riksdagen i Norrköping 1769
I april 1769 var det dags för nästa riksdag i Norrköping, något som kung Adolf Fredrik bestämt hade motsatt sig. Antagligen misstänkte han att det skulle bli trångt och obekvämt för både honom själv och hans familj. 3 000 besökare skulle få plats i en stad som nu hade 7 500 invånare. Kungen fick bo på Drottninggatan mitt emot Rådhuset, och enbart för hovet reserverades 179 rum.
Hedvigs kyrka användes som plenisal och riddarhus och Tyska torget blev tillfälligt omdöpt till Riddarhustorget. Prästståndet fick hålla till i S:t Olai kyrka, bondeståndet i S:t Johannes kyrka och borgarståndet i Rådhuset. Många olika utländska sändebud var närvarande vid riksdagen, och de ryska, engelska och danska ministrarna delade ut ganska stora mutor för att mösspartiet skulle segra i valen, vilket båtade föga – hattpartiet vann.

## 1800-talet

### Den judiska församlingen

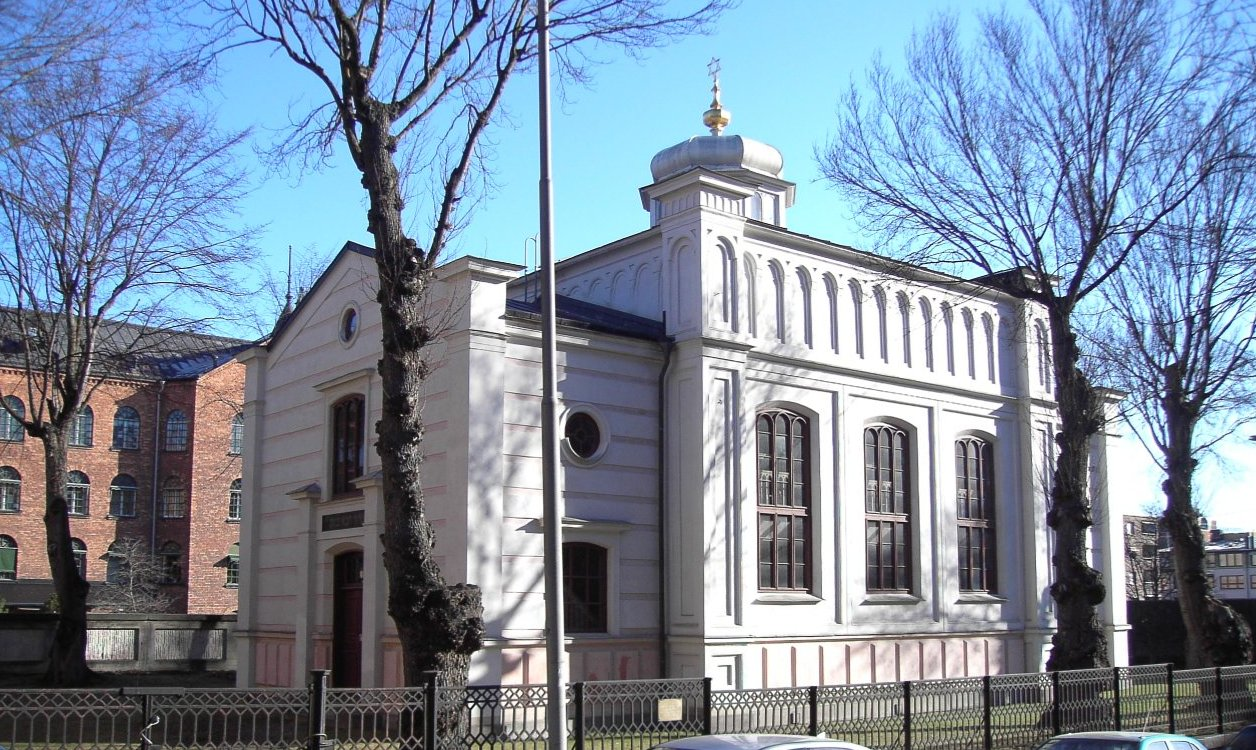
Norrköpings synagoga

När Kommerskollegium 1782 fastställde Judereglementet bestämdes att Norrköping skulle vara en av tre städer där judisk bosättning var tillåten. Bara några dagar efter reglementets utfärdande ansökte handlaren Jacob Marcus om skyddsbrev från magistraten och fick tillstånd att idka grosshandel. Marcus verkar därefter ha haft en speceribod vid Tyska torget innan han på 1790-talet startade ett kattuntryckeri. En annan invandrare var Philip Jeremias som slog sig på en nyhet, att pressa olja ur raps och hampa. Hans efterlevande tog namnet Philipson och blev kända i Norrköpings näringsliv under 1800-talet. En tredje betydelsefull person är Jacob Wahren som startade en klädesfabrik på 1810-talet.
I antal räknat var judarna en mycket liten del av stadens befolkning: under 1790-talet fanns det 65 judar, 1805 hade antalet sjunkit till 55 medan det 1830 fanns 78 judiska personer. Församlingen förblev alltid liten jämfört med de judiska församlingarna i Stockholm och Göteborg. Den första synagogan var en enkel byggnad som uppfördes omkring 1796 vid Nya Rådstugugatan. 1858 invigdes Norrköpings synagoga på Bråddgatan. En judisk begravningsplats anlades redan i början av 1780-talet på vad som då kallades Dragsgärdet.
Efter andra världskriget minskade den judiska församlingen och i slutet av 1970-talet fanns det inte längre tio män över 13 års ålder, det antal som krävs för en judisk gudstjänst.

### Riksdagen i Norrköping 1800
Den 10 mars 1800 var det dags att hålla ännu riksdag i Norrköping. Det var Gustav IV Adolf som kallade till den. Man skulle diskutera det svåra läget för statsfinanserna och så skulle kungen krönas. Riksdagen blev ganska stormig, adeln var i opposition mot kungen. Den 3 april 1800 var det dags för kröningsfesten. Vädret var inte det bästa, snålblåst och regn som senare övergick till snöfall. En procession med kungen, härolder, drabanter och alla riksdagsmän fick gå från Saltängstorget (nuvarande Karl Johans park) via Gamla Rådstugugatan, Gamla Torget, förbi Kvarnholmen, Hantverkargatan, Prästgatan och till S:t Olai kyrka där kröningen skedde.

### En växande textilindustri

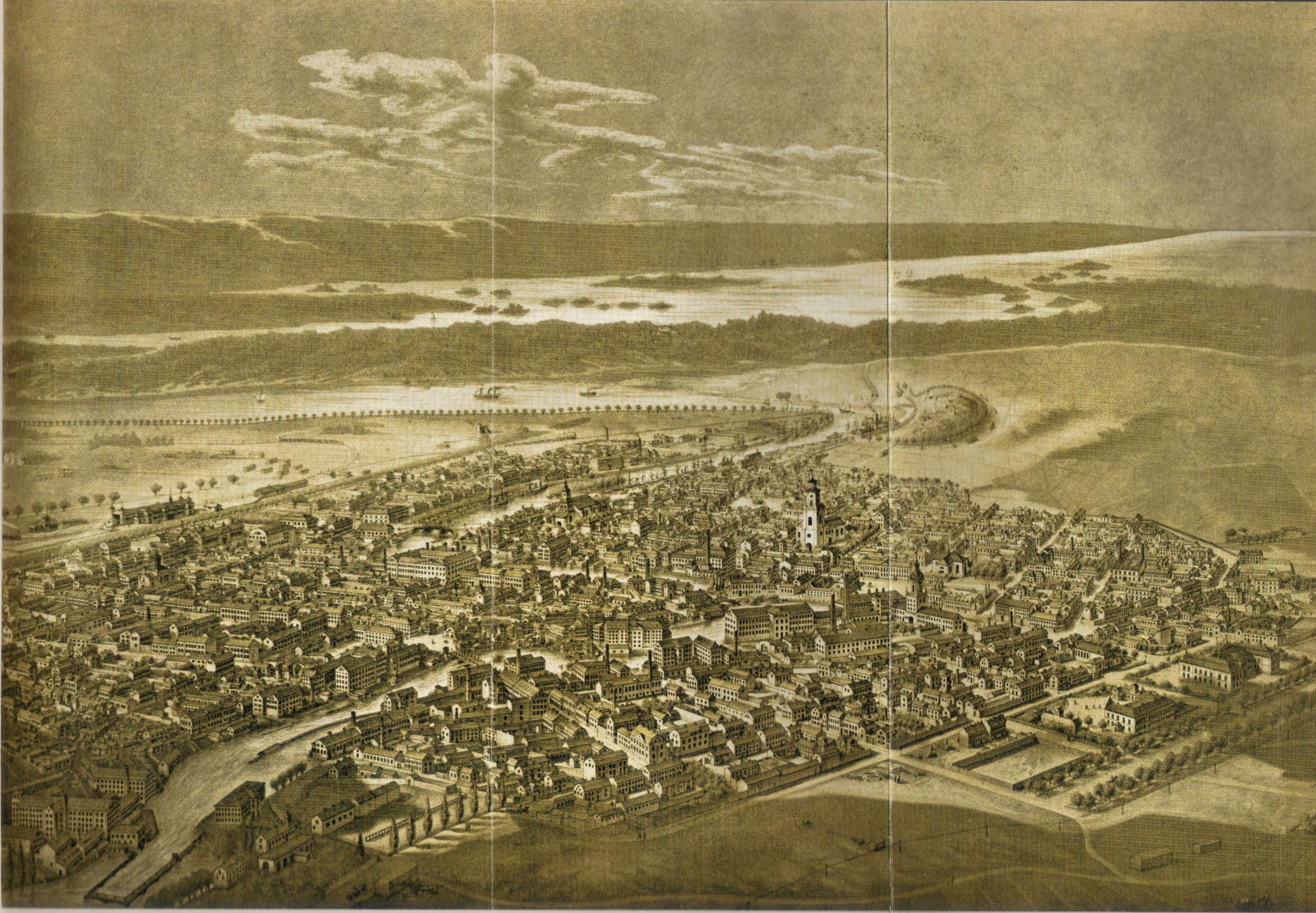
Norrköping 1876 består av det som 2007 är Norrköpings centrala delar. Litografi av P. Laurentz Andersén.

I början av 1800-talet blev det åter goda tider för textilindustrin i staden. Det fanns många yrkeskunniga mästare och arbetare och gott om vattenkraft längs Strömmen. Lars Johan Söderberg och Janne Arosenius var två unga män som satsade sitt sparkapital och köpte en kvarntomt som kallades Gryt, där de uppförde en klädesfabrik. Några år senare köpte de även en fabrik på Smedjeholmen och flyttade över den till sitt företag, Söderberg & Arosenius. De var tekniskt intresserade och redan 1809 hade de utrustat sin fabrik med spinnmaskiner, som ökade produktionen enormt. 1810 hade staden 15 större textilföretag som stod för hälften av Sveriges klädestillverkning, Söderberg & Arosenius var det största. I staden tillverkades även spinnmaskiner. Utvecklingen fortsatte och 1840 arbetade 2 800 personer i 153 olika industrier, av dessa fanns 75 i textilnäringen.
1802 övertog bröderna Fredrik och Joakim Wretman Holmens bruk och de slog sig på att tillverka papper av linnelump. Papperstillverkningen var mycket blygsam och efter att bröderna gått i konkurs övertogs bruket av överstelöjtnant Carl Gustaf Reuterskiöld som startade ett bomullsspinneri. Reuterskiöld avled efter endast fyra år och ny ägare blev 1816 juristen Lars Magnus Trozelli. Under Trozellis tid inköptes den första pappersmaskinen som började tillverka papper 1837. Genom maskinen kunde papperstillverkningen tiodubblas mellan 1835 och 1840. För att kunna fortsätta expandera inom både papperstillverkningen och bomullstillverkningen blev bruket ett aktiebolag 1854.
1822 brann det i staden på nytt. Den här gången var det de södra och östra delarna av staden som brann ner. Inte mindre än 358 hus och gårdar försvann och 3 500 människor blev hemlösa. Redan 1826 följde nästa stadsbrand, varvid 17 kvarter kring nuvarande Kungsgatan brann ner och 2 000 personer blev hemlösa. Efter detta förbjöds trähus i staden.
1841 startade Motala verkstad sin varvsindustri i staden, Motala varv byggdes upp på den södra sidan av Strömmen. Här byggdes den första propellerångaren i Sverige för den ryske tsarens räkning. Den väckte sensation för sin otroliga snabbhet, ty den gjorde över tio knop vilket i pressen ansågs som världsrekord. Från 1850 hade varvet över 600 anställda och var Sveriges största varvsindustri.
Strömmen var nu hårt exploaterad, inte minst den sträcka på 700 meter där forsarna finns. Hittills var det ylle som allting hade kretsat kring. Nu blev bomullen viktigare. Bomull var billigare än ull, och kläderna blev lättare och ansågs mer hygieniska.
På 1860-talet var Norrköping en av få städer i Sverige där industrin spelade någon nämnvärd roll; endast i Stockholm fanns det fler fabriker. Detta gjorde Norrköping till ett av Sveriges viktigaste industricentra, ett gott stycke före Göteborg. Vad gäller industri låg Norrköping långt före Malmö, en stad som dock befolkningsmässigt passerade Norrköping 1870. Av den totala industriproduktionen i Sverige svarade Norrköping för 15 procent (Stockholm för 23 procent, Göteborg för cirka 10 procent).
För Sverige totalt sett dominerades industrin av fabriker som tillverkade enklare konsumtionsvaror. Att Sverige vid denna tid hade en outvecklad ekonomi, visas av att industrier för mer avancerad och kapitalkrävande tillverkning, såsom pappersindustri och verkstadsindustri, spelade liten roll. I Norrköping var detta ännu mera utpräglat än i riket i stort: här dominerade textilindustrin medan övrig industri nästan var obetydlig. Om man ser till det totala tillverkningsvärdet för industrin i Norrköping stod textilindustrin för 85 procent av detta 1866. Av 80 fabriker sysslade 60 med klädestillverkning. Koncentrationen till en enda näringsgren är anmärkningsvärd – industrin i Malmö var betydligt mer differentierad.
Norrköpings starka ställning inom textilindustrin innebar att en tredjedel av textilproduktionen kom från staden. Störst dominans hade Norrköping vad gäller tillverkningen av kläde, 72 procent av hela Sveriges produktionsvärde. Norrköping dominerade också tillverkningen av trikå, där en enda fabrik tillverkade lika mycket som landets övriga 13 trikåfabriker. Inom bomullsindustrin dominerade Alingsås och Västergötland, men också där ryckte Norrköping fram efter 1850. Vid landets bomullsspinnerier och bomullsväverier arbetade sammanlagt 4 000 personer, varav 700 i Norrköping.
Övrig industri var mycket blygsam med undantag för den litografiska industrin. I hela Sverige fanns två litografiska anstalter, en i Malmö och en i Norrköping, Norrköpings Lithografiska Aktie-Bolag. Vid denna tid var dock Norrköping dominerande och branschen hade 160 anställda i staden, att jämföra med sex anställda i Malmö.

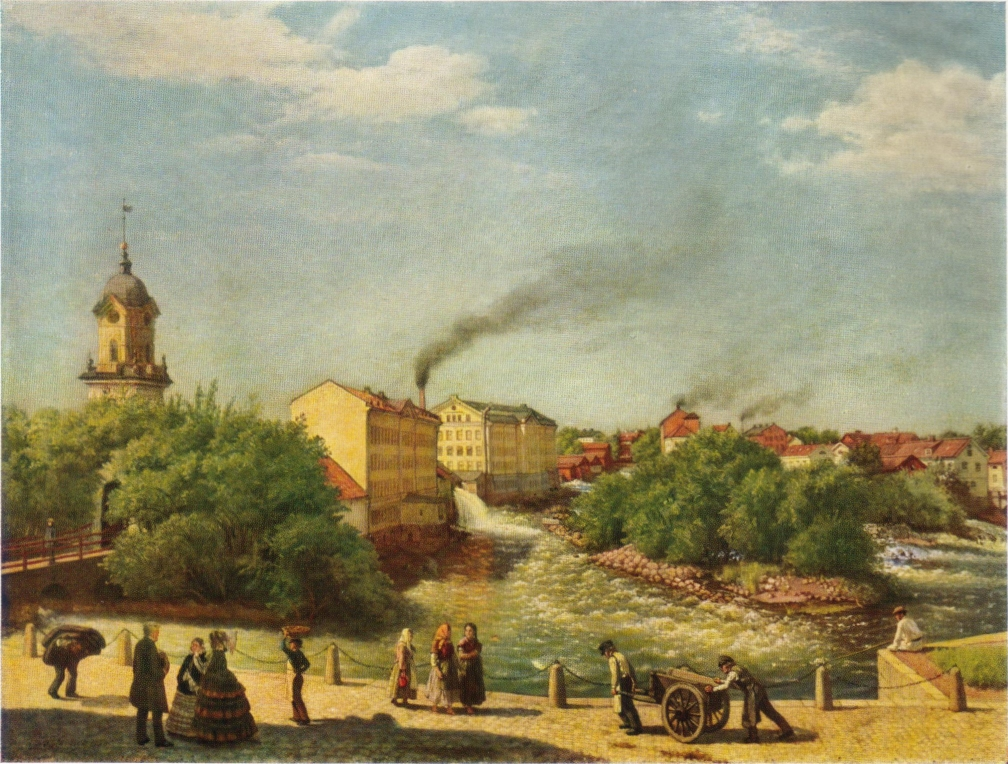
En tidsbild från 1858 med Holmentornet till vänster. Holmens Bruks & Fabriks AB stiftades 1854 och blev både ett pappersbruk och ett bomullsspinneri.

Bomullsindustrin i Norrköping kom att domineras av tre företag som alla tre sysslade med att spinna och väva bomull. 1847 startade Norrköpings Bomullsspinneri, 1852 grundades Norrköpings Bomullsväfveri (”Tuppen”) och 1854 startade Holmens bruk ett bomullsspinneri på Kvarnholmen. Där lät man 1856 uppföra stadens mest imponerande fabriksbyggnad, Bomullsspinneriet, ritad av Carl Theodor Malm, som var fem våningar hög med gasbelysning och hissar, något helt nytt. Bomullsspinneriet ansågs i dåtida tidningar så stort att hela Linköpings befolkning skulle få plats på bottenplansgolvet (i dag används de renoverade lokalerna av Linköpings universitets filosofiska fakultet). Vid 1870-talets början var de tre ungefär jämnstora och sysselsatte drygt 300 personer var. Ylletillverkarna drabbades av svårigheter, bland dem Söderberg & Arosenius, men Norrköpings Bomullsväfveri köpte firmans tomt vid Gryt och byggde ytterligare en fabrik där.
I kontrast kännetecknades klädesindustrin av att de flesta företag var små med en mindre antal anställda. 1865 fanns det 55 företag och det största var Drags AB med drygt 400 anställda. Andra klädestillverkare var Smedjeholmens, Bergsbro AB samt C.Th. Hoffmans.
Trikåindustrin i Norrköping bestod endast av en enda tillverkare, G. Wiechels, som hade sin fabrik i korsningen Drottninggatan och Prästgatan. Wiechels hade 500 anställda, men många av dem arbetade inte på fabriken utan som sömmerskor i hemmet.
1860-talets lågkonjunktur för industrin i Norrköping innebar att en tredjedel av klädesfabrikerna försvann: 1865 fanns det 61 stycken, men i början av 1870-talet endast 40 stycken. Svårigheterna kunde dock övervinnas och på 1870-talet var det högkonjunktur i Sverige. Den samlade industriproduktionen i hela landet ökade från ett värde av 92 miljoner riksdaler 1870 till 170 miljoner riksdaler 1876. Antalet arbetare i landets fabriker ökade från 34 500 till 61 000 under samma tid. Värdet av industriproduktionen i staden ökade med 50 procent. Genom mekanisering och rationalisering ökade inte antalet anställda inom industrin med mer än 25 procent, exempelvis ersattes handvävstolar av mekaniska vävstolar.
En av förutsättningarna för uppsvinget var utbyggnaden av järnvägsnätet: 1866 invigdes den första sträckan på Östra stambanan – linjen Katrineholm–Norrköping – och 1872 byggdes järnväg till Linköping. Stationshuset ritades av järnvägsarkitekten Adolf Wilhelm Edelsvärd. Inte minst på söndagarna var det populärt att göra en utflykt till Åby, Graversfors eller Simonstorp med tåget som gick i den oerhörda hastigheten av 50 kilometer i timmen.
Under 1870-talet skedde en kraftig expansion vad gäller mängden gods som transporterades från Norrköping: 1870 transporterades 400 ton stenkol och koks på järnväg; 30 år senare var det 37 000 ton. En annan viktig produkt var järnmalm som skickades på järnväg, antingen till Stens bruk i Graversfors eller till Fiskeby för vidare transport på båt till Finspongs Styckebruk.
Norrköping förbands även med omgivningen via smalspårjärnväg. Mellan 1893 och 1895 invigdes Vikbolandsbanan med ändstation vid Östra Station i närheten av korsningen Östra Promenaden–Södra Promenaden. Banan ägdes av Norrköpings–Söderköping–Vikbolandets Järnväg, NSVJ, som också drev en smalspårlinje via Kummelby till Söderköping och Valdemarsvik. 1906 öppnades linjen Norrköping–Kimstad, även den med slutstation vid Östra Station. Ägare var Norra Östergötlands Järnväg, NÖJ. Genom linjen till Kimstad fanns anslutning till smalspårbanan Norsholm–Skärblacka–Finspång–Örebro.
1870-talets högkonjunktur innebar goda tider för industrin i Norrköping men det innebar samtidigt en eftersläpning jämfört med övriga Sverige. Koncentrationen till klädesindustrin gjorde att Norrköping gick tillbaka relativt andra städer med andra industrityper, som gick framåt. Det gäller till exempel verkstadsindustrin, som var obetydlig i Norrköping. Någon lokal tillverkning av kapitalvaror kom aldrig igång i Norrköping utan dessa importerades eller köptes från Eskilstuna, Motala eller Katrineholm. Andra städer i Sverige fick ett uppsving genom tillverkning av kapitalvaror. Den riksomfattande utbyggnaden av järnvägen gjorde också att Norrköping gick miste om exporthandel: järn och stål exporterades nu i stället över Oxelösund och smör exporterades i stället från Stockholm. 1880-talet innebar ekonomisk stagnation för Norrköping och företagen förlorade ofta den produktionsökning som skett under högkonjunkturen.

### Sociala förhållanden

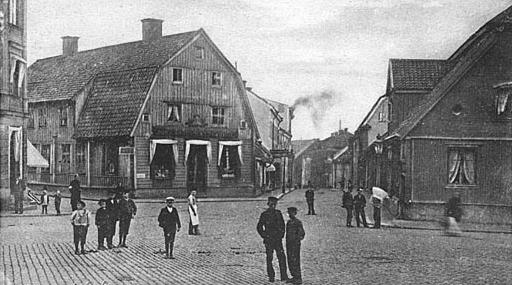
Samtalstorget vid korsningen Västgötebacken-Kungsgatan 1902

Den industriella expansionen från 1840-talet och framåt innebar uppkomsten av tidigare okända sociala problem. Ett exempel var bostadsproblemen. Vågorna av kraftig inflyttning från länet i övrigt varade i regel endast några få år innan de goda tiderna var över. Mellan 1870 och 1904 kan man urskilja fyra sådana perioder. Svängningarna gjorde det riskfullt att bygga bostäder, eftersom man riskerade att högkonjunkturen ersatts av lågkonjunktur när bostäderna stod färdiga och Norrköping hade en nettoutflyttning. Bostadsproblemen tog sig uttryck i en nästan ofattbar trångboddhet och förslumning, till exempel i stadsdelen Saltängen. Trångboddheten tog sig uttryck i att drygt 95 procent av alla bostäder bestod av ett rum med eller utan kök.
Stadsgränsen mot municipalsamhällena Östra Eneby och Borg hade dragits så snävt att det hade uppkommit ett sammanhängande stadsområde. Det har påståtts att de ansvariga i Norrköpings stad medvetet underlät att åtgärda sociala missförhållanden för att på så vis få människor att bosätta sig utanför stadsgränsen och därmed undslippa allt ansvar för eventuella problem. Norrköpings folkskoleinspektör liknade husen i arbetarkvarteren i Östra Eneby med ”eländiga kojor”. Fyra femtedelar av befolkningen i Östra Eneby arbetade i Norrköping.
Anställningsförhållandena var hårda: på Wiechels trikåfabrik började arbetet klockan sex på morgonen och slutade klockan sju på kvällen (på lördagar klockan 18). Barnarbete var vanligt: antalet anställda under 18 års ålder varierade i Norrköpings textilindustri mellan 15 och 20 procent fram till 1912. Arbetet inom textilindustrin var ett utpräglat kvinnoyrke och därmed lågavlönat. De kvinnliga anställda på trikåfabrken tjänade omkring tre kronor och 50 öre i veckan. De kvinnliga anställda på Norrköpings Bomullsväfveri uppskattas ha haft en årslön på mellan 275 och 320 kronor.. På Holmens år 1889 tjänade en väverska fem kronor per vecka och de manliga arbetarna nio kronor per vecka.

### Övrigt
I mitten av 1800-talet ansågs parker och grönska viktigt i en stad. De så kallade Promenaderna anlades av Knut Forsberg, en då 26-årig trädgårdsarkitekt som vunnit pris i en tävling om Boulognerskogen i Paris samt ritat Berzelii park i Stockholm. 1858 började man anlägga Norra Promenaden som blev 3,5 kilometer lång med fyra rader med lindar och körbana i mitten. Även Södra Promenaden och Östra Promenaden tillkom och 1896 var allting klart; då hade 2 025 träd planterats. Folkparken blev färdig 1895, då också Matteuskyrkan (ritad av Helgo Zetterwall) stod klar.
1887 invigdes Lennings vävskola vid Södra Promenaden. Skolan hade startats med en donation från textilfabrikören John Lenning. Genom skolan kunde textilarbetare få möjlighet att vidareutbilda sig inom sitt yrke.

## 1900-talet

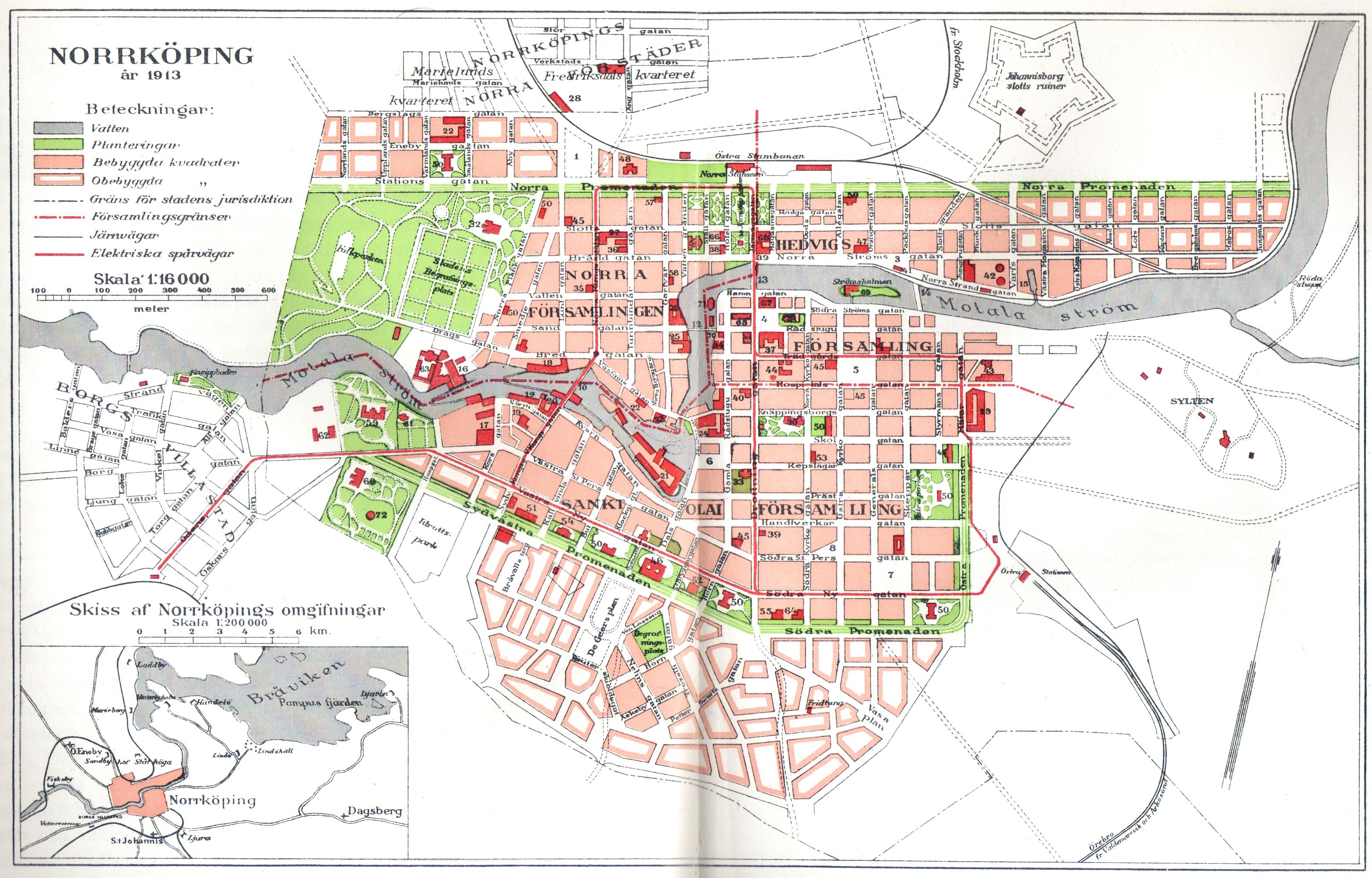
Karta över Norrköping 1913. Fortfarande är bebyggelsen utanför promenaderna mycket liten.

1904 fick Norrköping ett eget spårvägsnät. Den första linjen var ungefär fyra kilometer lång och gick från Drottninggatan-Trädgårdsgatan och Väster Tull. Under 1910-talet utökade man med fler linjer och man lade även dubbelspår. Särskilt Vikbolandsbanan användes i hög utsträckning för persontrafik och 1912 blev det möjligt att via Östra station byta direkt till spårvagn. Kneippbadens station (Norrköpings västra) blev redan 1906 ändhållplats för spårvägen när Borgslinjen byggdes.
1890-talets högkonjunktur innebar för Norrköpings del att produktionen ökade mindre och långsammare än i riket som helhet och att uppgången bröts snabbare. Inom ylleindustrin stod Norrköping för 40 procent av landets produktion 1896, en siffra som 1912 minskat till 30 procent. Minskningen berodde på ökad konkurrens från ylleindustrier i Borås, Malmö och Kristianstad. 1913 slogs fyra av de stora ylleindustrierna, R. Wahrens, Brücks, Ströms och Bergsbro samman till AB Förenade Yllefabrikerna, YFA, med en sammanlagd arbetsstyrka på 1 500 personer. I kontrast lyckades bomullsindustrin hålla sina positioner. De tre bolagen Bergs, Bomullsväfveriet och Holmens bruk konkurrerade med varandra. Holmens bruk kunde 1908 köpa upp Bergs och därefter fanns två jämnstora företag: Holms bruk med 35 600 spindlar mot Bomullsväfveriets 34 100 och båda med drygt 1 000 anställda.
1916 inkorporerades Östra Eneby socken och 1918 Sankt Johannes socken socken i staden.
Tiden mellan första och andra världskriget kännetecknades av att den svenska textilindustrin expanderade, bland annat till följd av att försäljningen av färdigsydda kläder ökade kraftigt. Under andra världskriget minskade privatkonsumtionen av kläder mycket, men i stället tiodubblade det svenska försvaret sin textilkonsumtion. Efter kriget fanns det ett uppdämt behov och inom textilbranschen kunde man sälja allt som producerades. I Norrköping startades det under andra delen av 1940-talet flera små textilföretag med bara några få vävstolar.
På 1930-talet upphörde verksamheten i den Swartziska snusfabriken, eftersom lönsamheten var för dålig, men man fortsatte odla tobak vid Ljura och S:t Johannes kyrka ända fram till 1947. Den tobakslada som fanns kvar revs 1951, och på platsen uppförde HSB de så kallade Stjärnhusen.
I juni 1940 startades tillverkningen av radioapparater vid Philips nybyggda fabrik som gick under namnet NEFA, Norrköpings Elektrotekniska Fabriker. 1955 började man även tillverka tv-apparater.
1943 startade Bråvalla flygflottilj (F 13) sin verksamhet. Flottiljen hade sin verksamhet förlagd vid Fyrby vid vägen mot Finspång, även känt som Norrköping–Bråvalla flygplats. Försvarsbeslutet 1992 medförde dock att flottiljen att avvecklades den 30 juni 1994.
Som många andra städer drabbades Norrköping hårt av stadssaneringarna under senare hälften av 1900-talet. 1947–1970 revs 1.930 hus i Norrköpings innerstad, och stora områden lång länge kvar som ödetomter och parkeringsplatser. Omgestaltningen och moderniseringen av Norrköpings centrum fortsatte långt in på 1970-talet. Samtidigt växte nya moderna sovstäder fram. Ljura och Enebymo anlades på 1950-talet, Hageby, Navestad, Ektorp, Skarphagen och Vilbergen på 1960-talet. Lindö byggdes huvudsakligen ut under 1970-talet, och då tillkom också Klockaretorpet.
Innan Motala Ström rinner ut i Bråviken gör den en kraftig sväng runt Händelö, som trots sitt namn från början är en halvö. Detta gjorde det svårt för de allt större fartygen att ta sig in i hamnen. Den 18 juni 1962 invigdes Lindö kanal, under närvaro av Gustaf VI Adolf, som löste problemet. Samtidigt byggdes även en oljehamn vid Händelö och de senaste decennierna har Pampushamnen byggts ut. Under 2001 omsattes 4 010 ton gods i hela hamnen, den största delen består av skogsprodukter.
1971 beslutade riksdagen att flera statliga verk skulle utlokaliseras från Stockholm. Till Norrköping kom Kriminalvårdsstyrelsen, Statens invandrarverk, Luftfartsverket, Sjöfartsverket samt Sveriges meteorologiska och hydrologiska institut (SMHI). Innan dess hade kommunen fått bygga fastigheter som verken kunde flytta in i, och det behövdes även bostäder och barnomsorg för de anställdas familjer.
I mars 1986 upphörde all tillverkning på Holmens bruks fabrik på Kvarnholmen. Sedan 1977 hade tillverkningen undan för undan flyttats till det moderna pappersbruket Braviken på Malmölandet norr om staden. Anledningen var brist på utrymme för expansion samt svårigheten att med den befintliga utrustningen uppfylla de allt strängare miljökraven.
Den 25 mars 1997 meddelades att Ericsson skulle flytta produktionen av mönsterkort i Norrköping till underleverantörer och att 1 700 av 2 300 anställda skulle sägas upp. Den 25 januari 1999 kom ännu ett dystert besked från Ericsson, man beslöt att avveckla hela fabriken, och de återstående 600 anställda sades upp. Nedläggningen sades bero på att den tekniska utvecklingen gjort att utländska tillverkare kan producera samma varor till ett lägre pris.

### Textilindustrins kris
Efter andra världskriget var det goda tider för textilindustrin i Norrköping, det fanns 54 fabriker och 6 600 anställda. Holmen-Yfa och Tuppen var de största företagen och produktionen var högt automatiserad.
På 1950-talet gick den svenska tekoindustrin sämre tider till mötes. Orsaken var dels att människors konsumtionsmönster förändrades: i stället för vävda produkter i ylle som kostymer, överrockar och kappor ville konsumenterna istället ha lättare kläder som byxor, jackor och klänningar. Denna typ av kläder kunde man köpa billigt från andra länder. En annan orsak var att användningen av syntetfiber ökade (nylonskjortor var till exempel billigare än bomullsskjortor).

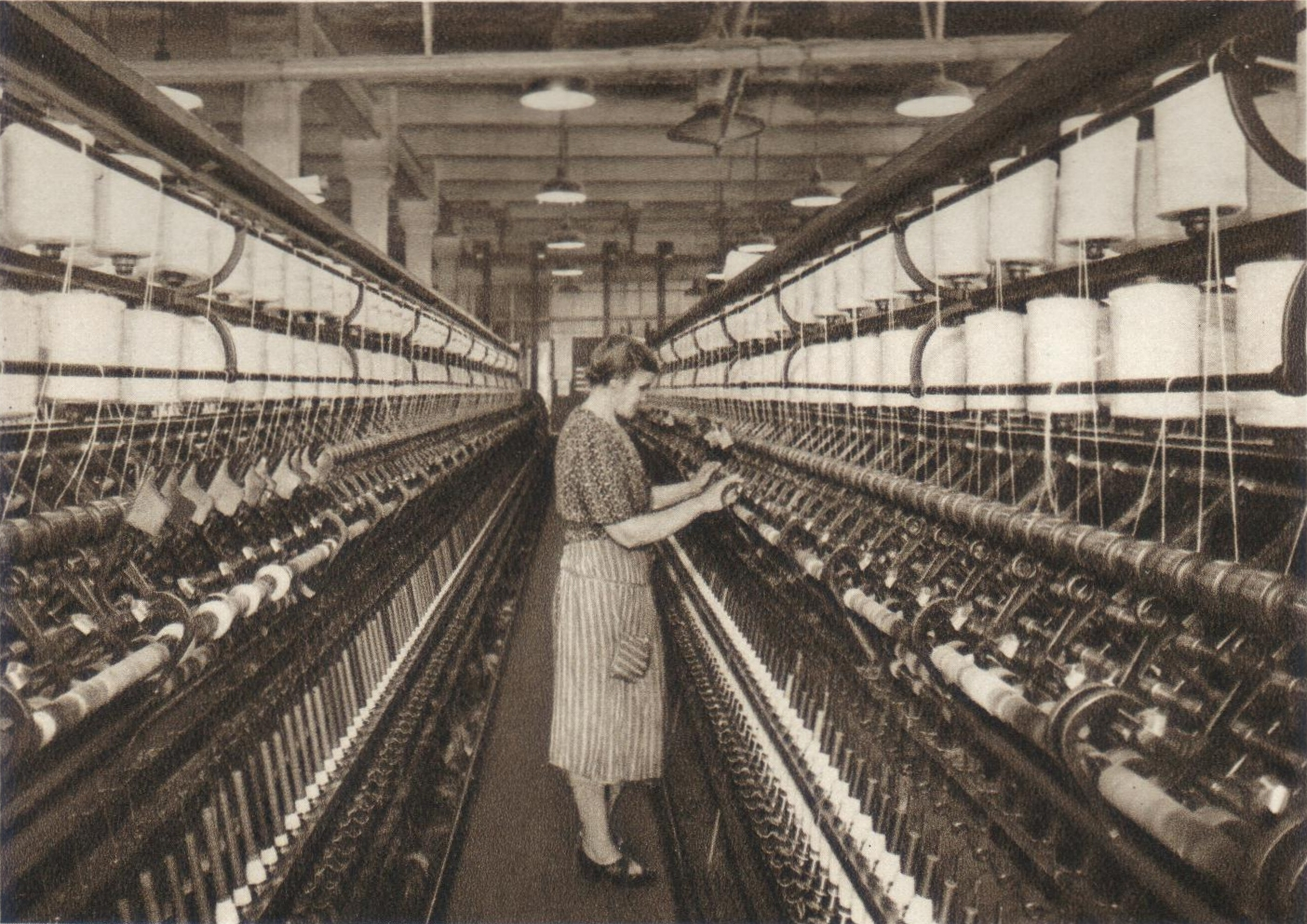
Fabriksarbetet i textilindustrin var i regel mycket bullrigt och dammigt. På bilden arbetar en kvinna vid en ringspinnmaskin på Drags under 1920-talet.

Ylleindustrin var den första bransch som mötte svårigheter. Till en början var det de små tillverkarna som lade ner men från 1954 tvingades även de större att upphöra. 1954 slog Nordiska Yllefabrikerna och Drags AB igen. Enligt företagsledningen på Drags, som funnits i Norrköping i över 300 år, berodde nedläggningen på att verksamheten länge gått med förlust och att den utländska konkurrensen var för svår. Lönerna i den svenska textilindustrin var bland de lägsta i landet, men i Italien var lönerna bara 40 procent av vad svenska textilarbetare fick och i Japan bara 10 procent. Textilarbetareförbundet försökte samtidigt få upp sina medlemmars löner till samma nivå som andra industriarbetares. 133 arbetare förlorade sina arbeten men erbjöds arbete på Norrköpings Bomullsväfveri. Två år senare förlorade 400 arbetare sitt arbete när AB Nyborgs Yllefabrik lades ned; det beslutet kom överraskande, eftersom företaget ansågs vara välskött med moderna fabriker och rationell produktion. Nyborgs företagsledning motiverade nedläggningen med en krympande marknad för yllekläder och hårdare konkurrens från företag i andra länder.
Nyborgs var det artonde textilföretaget som lade ner verksamheten, och hittills det största. Nedläggningen av textilföretag gick vidare under 1960-talet: AB Max Hellmans yllefabriker, Regnklädersfabriken Vargen AB och Hudson Strumpfabrik. Det var först nu som kommunstyrelsen började arbeta för att locka nya företag till staden. Man ville visa på fördelarna med Norrköping, och staden marknadsfördes bland annat som ”Framtidsstaden”, ”Trivselstaden” och ”Blomsterstaden”. Man annonserade i tidningar över hela landet, och en särskild pressombudsman skulle förse massmedia med information, och på biograferna visades reklamfilmer om staden som förspel innan filmen. Staden började också undersöka förutsättningarna för att få andra branscher att lägga sin tillverkning i Norrköping. 1963 förlade L. M. Ericsson sin tillverkning av teleutrustning till Max Hellmans yllefabrikers gamla lokaler på Sandgatan. Andra företag som kom till Norrköping var EG Larssons Hårdmetall AB, Kemiska AB Candor samt Hugin Kassaregister AB.
1961 köptes Holmens bruks bomullsavdelning och Norrköpings Bomullsväfveri av ett textilföretag från Göteborg, Gamlestadens Fabriker AB. Företaget byggde en ny fabrik i Himmelstalund utanför staden och flyttade tillverkningen dit 1963. I slutet av 1960-talet arbetade 500 personer där. Gamlestaden-Strömma bytte namn till Strömma Sweden AB. 1992 köptes företaget av Borås Wäfveri AB som efterhand flyttade all produktion till Borås. Fram till 1998 användes lokalerna som lager men efter 1998 fanns det endast butiksförsäljning kvar.
Den nedläggning som berörde flest anställda var dock nedläggningen av YFA, Förenade yllefabrikerna, 1970, då 862 personer varslades. Även YFA ansågs vara ett modernt och välskött företag men företagsledningen ansåg att det blivit allt svårare att få avsättning för företagets produkter. Företagets kontakter med Industridepartementet om något slag av statligt stöd hade inte givit något. Med YFA:s nedläggning upphörde 350 år av textilproduktion i centrala Norrköping.
Stat och kommun gjorde ansträngningar för att underlätta för de många arbetslösa, och från 1967 fick staden regionalpolitiskt stöd. Många fick i stället arbete på Philips, som tillverkade tv- och radioapparater. Andra industrier var bland annat Goodyear Gummifabriks AB, plasttillverkaren Celloplast AB (med plastkasse-konceptet uppfunnit av Sten Gustaf Thulin) och Esselte.

## Bränder i Norrköping
Sammanställning enligt ovan
- 1567 rasade det nordiska sjuårskriget för fullt och Norrköping blev platsen för ett av slagen. Den 3 december anlände den danska armén till Norrköping. Den svenska armén hade då bränt ner hela staden söder om Strömmen. På höjden ovan Gamlabro, hade man byggt ett blockhus som försvarades av skyttar och kanoner. Danskarna drog sig tillbaka den 4 december men tog med sig allt av värde i staden.
- Den 29 juli 1655 brann nästan hela staden söder om Strömmen ned och utvecklingen stagnerade.
- 1719 befann sig Sverige i krig mot Ryssland. Kriget hade pågått i tjugo år. Den 30 juli kom 394 ryska skepp, på Strömmen. Det fanns inget försvar kvar i staden, och det dröjde inte länge förrän hela staden var satt i brand. Ryska kosacktrupper brände även i Östra Eneby socken och Kvillinge socken. Ryssarna gav sig iväg den 3 augusti, och då var hela staden nedbränd.
- 1822 brann de södra och östra delarna av staden ner. Inte mindre än 358 hus och gårdar brann ner och 3 500 människor blev hemlösa.
- 1826 brann sjutton kvarter kring nuvarande Kungsgatan och 2 000 personer blev hemlösa. Efter detta blev trähus förbjudna i staden.